# Армянская епархия Никомедии
Никомедийская (Измитская) епархия Константинопольского патриархата Армянской Апостольской церкви (арм. Հայ Առաքելական եկեղեցու Կոնստանդնուպոլսի պատրիարքության Նիկոմեդիայի թեմ) — упразднённая архиепископская епархия  Армянской Апостольской церкви в составе Константинопольского патриархата.

## История
В 1911 году в юрисдикцию Никомедийской епархии входили территории Измитского санджака и Базаркэойской казы Османской империи.
По данным на 1911 год количество верующих данной епархии Армянской Апостольской церкви — 65.000, число общин - 34, а также последователей Армянской Католической церкви на территории данной епархии - 500 и армян-протестантов  - 600 человек.
Епархия имела 40 церквей.